# Supermarine Baby
Dimensions
Le Supermarine Baby est un hydravion du constructeur britannique Supermarine, mis en service en 1918. Il a été produit pour répondre à la spécification N.1B du ministère de l'Air britannique. Elle définissait le besoin d'un hydravion monoplace de chasse pouvant atteindre 95 nd à 10 000 pi et un plafond minimal de 20 000 pi. Conçu par F. J. Hargreaves avec l'assistance de Reginald Mitchell, le seul exemplaire construit du Supermarine N.1B Baby, numéroté N59, était un hydravion à coque biplan, d'abord motorisé par un Hispano-Suiza à réducteur puis un Sunbeam Arab, tous deux de 200 hp.